# سیدنی گوزمن
سیدنی گوزمن (انگلیسی: Sidney Guzman؛ زادهٔ ۱۲ اکتبر ۱۹۷۷) کشتی‌گیر اهل پرو است.